# الاتصالات السلكية واللاسلكية في جرينلاند
تشمل الاتصالات السلكية واللاسلكية في جرينلاند المذياع والتلفاز والهواتف الثابتة والمتنقلة والإنترنت.

## نبذة
تملك جرينلاند قانونياً مزود خدمة واحد فقط للاتصالات والإنترنت وهو شركة تيلي جرينلاند التابعة للحكومة الجرينلاندية، فهي تقدم الهواتف المبدلة والبيانات ووسائل التواصل الأرضية المتنقلة والاتصالين في إتش إف (VHF) وإم إف (MF) من الشاطئ إلى السفينة، فمن الشائع وجود هذا النوع من الاحتكار في جرينلاند.

## الإذاعة والتلفزيون

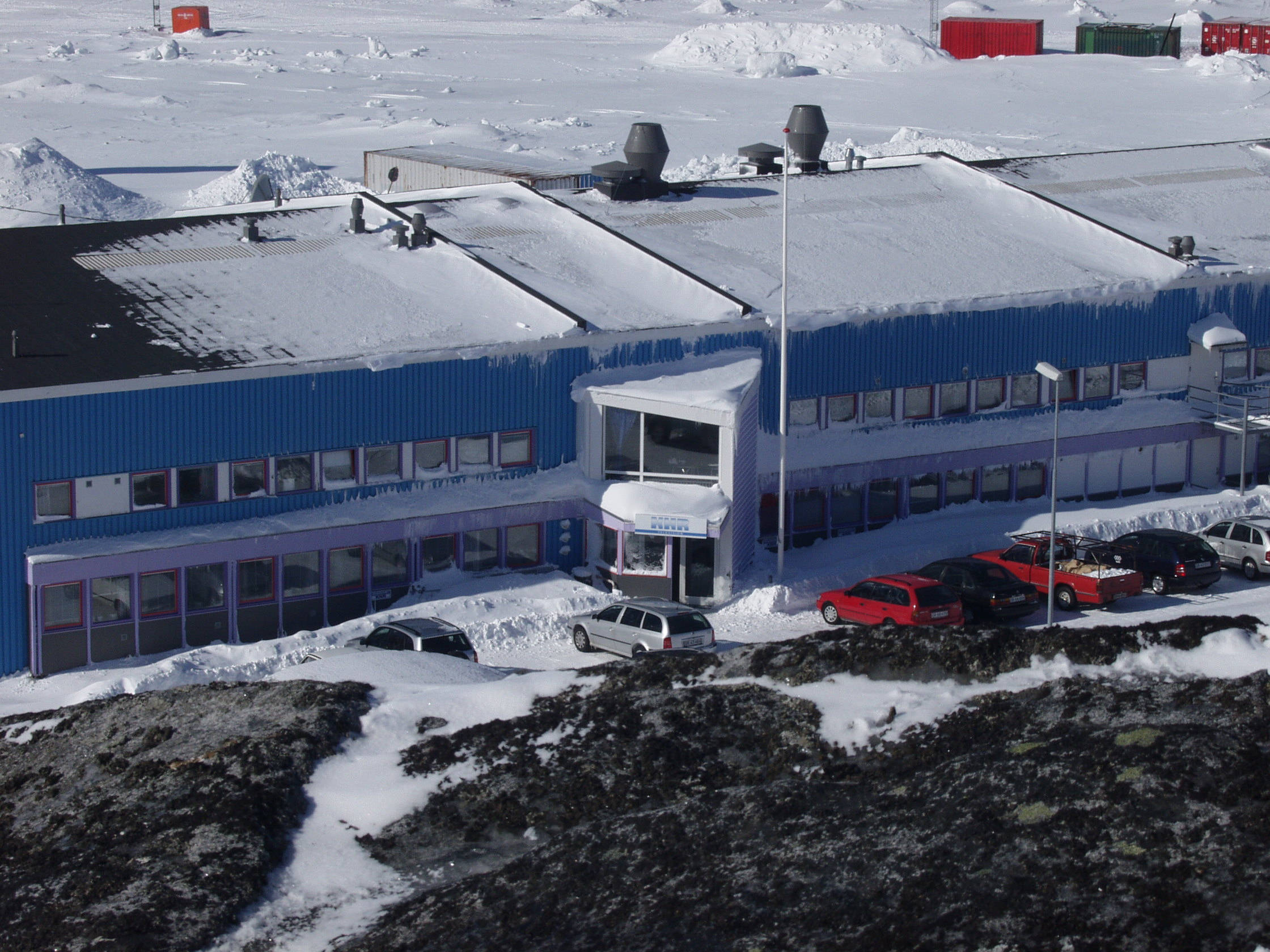
المقر الرئيسي للهيئة الجرينلاندية للإذاعة والتلفزيون KNR في نوك

كانت بداية التلفاز في جرينلاند في ستينيات القرن العشرين، إذ أنشئت مرسلات مخصوصة الملكية لاستقبال الإرسال المرئي TV من كندا وجمهورية آيسلندا والبر الرئيسي الدنماركي، وكان هذا في الفترة التي ظهر فيها التلفاز في جرينلاند، فقد كان من الممكن استقبال الإرسال المرئي من كندا عن طريق هوائيات تلفزيونية منزلية عادية ولكن الإذاعات الملونة كانت إن تي إس سي (NTSC) وكانت جودة الإشارات رديئة للغاية ومع ذلك فالإذاعات المرئية لم تكن متاحة إطلاقاً في ظروف معينة نظراً لعوامل كأحوال الطقس أو الوقت الحالي وينطبق هذا حتى على الأفراد الذين امتلكوا مرسلات مخصوصة الملكية، وعلى هذا فجرينلاند لم تحظى بخدمة التلفزة المحلية حتى عام 1982.
وجهة البلد الإذاعية هي الهيئة الجرينلاندية للإذاعة والتلفزيون (كي إن آر (KNR)، الشركة الجرينلاندية للإذاعة) التي تقدم خدمة واحدة على الصعيد الوطني لكل من الإذاعة والتلفزيون وتبث كلاً منهما باللغة الجرينلاندية والدنماركية، فهي معتمدة من قبل الحكومة الجرينلاندية على أنها شركة عامة مستقلة، ويتكون كلٌ من مجلس الإدارة ولجنة الشؤون الإدارية لهذه الشركة من سبعة أعضاء يوظفون 100 موظف ويمولون شعبياً وإعلانياً.
وتوجد أيضاً بضعة محطات محلية للإذاعة والتلفزيون كبثوث الإعادة للإذاعة العامة الدنماركية، ومنظمة مظلية  في جرينلاند يرمز لها بالرمز إس تي تي كي تشغل محطات الإذاعة والتلفزيون المحلية في أنحاء البلد، بالإضافة إلى محطات شبكة القوات الأمريكية من  قبل القوات الجوية الأمريكية.
ووفقاً لإحصائيات عام 2002 فإن الشعب الجرينلاندي امتلك قرابة 30،000 جهاز إذاعة و30،000 جهاز تلفزيون.[بحاجة لتحديث]

## الهواتف
- مفتاح الاتصال: +299[5]
- رمز الوصول الدولي: 00[8]
- الخطوط الثابتة: 7259 خط قيد الاستخدام، محتلة بذلك المرتبة 197 عالمياً (2019).[5]
- اتصالات الهاتف النقال: 66009، محتلة بذلك المرتبة 202 عالمياً (2019).[5]

وتتكون جميع الأرقام الهاتفية من 6 أرقام.
وتوجد وفرة من الخدمات الهاتفية المحلية والدولية مزودة من قبل الكوابل والترحيل الإذاعي والمويجي، وأصبح النظام رقمي بالكامل في عام 1995، ويزود الكابل البحري لنظام جرينلاند كونيكت أوروبا بإمكانية الاتصال عن طريق آيسلندا وأمريكا الشمالية عن طريق نيوفندلاند، واستخدمت شركة تيلي جرينلاند اتصال القمر الصناعي لأول مرة في عام 1978 وتستخدم حالياً 15 محطة أرضية لاتصال القمر الصناعي (12 لشركة إنتل سات، و1 لشركة يوتلسات، و 2 لشركة أمريكوم جي إي-2) في جميع أنحاء المحيط الأطلسي.

### الهواتف النقالة
كان يوجد 66009 اشتراكات قيد الاستخدام للهواتف النقالة النشطة في جرينلاند، وفي 2007 عطلت جميع شبكات إن إم تي (1G) وفي 2014 أطلقت شبكات 4G .
وتوسعت تغطية الهواتف النقالة إلى جميع المناطق غير المأهولة بالسكان في جرينلاند عدا بعض المناطق النائية.
وتستخدم أيضاً الهواتف النقالة وأجهزة المذياع عالية التردد، فالأفراد يتصلون عن طريق المذياع عوضاً عن الهاتف النقال، أما خارج جرينلاند فتستخدم هواتف الموجات عالية التردد في السفن ولكن يمكن استخدامها أيضاً كهواتف عادية في جرينلاند، ووفقاً لإحصائيات عام 2001 فإن 42% من الشعب الجرينلاندي امتلك هاتفاً نقالاً عالي التردد.

## الإنترنت
- يوجد في جرينلاند مزود واحد من مزودي خدمة الإنترنت (آي إس بي (ISP)): شركة تيلي جرينلاند (تيلي بوست جرينلاند أي\إس).
- يوجد في جرينلاند مركز بيانات رئيسي واحد: تيلي جرينلاند نووك.
- رمز الدولة الخاص بنطاقات المستوى الأعلى هو .gl[5]
- تمكن 40084 فرداً أو ما نسبته 64.48% من الشعب الجرينلاندي من استخدام الإنترنت في عام 2019 محتلين بذلك المرتبة 201 عالمياً.[5]
- كان هناك 13192 اشتراك نطاق عريض (broadband)  واضعاً بذلك جرينلاند في المرتبة 164 عالمياً بنسبة معدل اختراق 23% (2019).[5]
- قد رصدت جرينلاند 16384 عنوان IPv4، أي اقل من 0.05% من إجمالي العالم أو 284 عنواناً لكل 100 فرد (2012).[11][12]
- تعتمد خدمات الإنترنت والهاتف على كابلات الاتصالات البحرية لجرينلاند كونيكت لحركة الاتصال الخارجية.

### الرقابة على الإنترنت والإشراف
يوجد في جرينلاند باعتبارها منطقة تابعة للمملكة الدنماركية حكومة محلية منتخبة ديموقراطياً قد تشمل صلاحياتها جميع الشؤون ما عدا الشؤون الخارجية وشؤون الأمن القومي بالإضافة إلى الخدمات العسكرية والشؤون المالية، ولا تختلف الحقوق التي يحظى بها الشعب الجرينلاندي عن حقوق المواطنين الآخرين في مختلف أنحاء المملكة.
ولا توجد قيود حكومية على الوصول إلى الإنترنت أو تقارير موثوقة تفيد بأن البريد الإلكتروني وغرف الدردشة عبر الإنترنت تحت المراقبة بدون سلطة قانونية ملائمة، وتستمر السلطات في تسخير مرشح للإنترنت مصمم لحجب مواد الأطفال الإباحية، ولم يسبق أن أثر المرشح على المواقع القانونية، ويزود الدستور الدنماركي حرية التعبير والصحافة ببعض القيود كالحالات المتضمنة مواد الأطفال الإباحية، التشهير، ازدراء الأديان، خطاب الكراهية، العنصرية، وتحترم الحكومة على وجه العموم ممارسة هذه الحقوق.
وأوقف مسؤول السجل الخاص بالنطاق .gl تحليل thepiratebay.gl في أبريل عام 2013 طوعاً ومن طرف واحد،  وأريدَ به أن يكون اسم النطاق الأولي الجديد ذا باريت بي لمحرك البحث الشهير بت تورينت.

## روابط خارجية
- TELE Greenland
- KNR, Greenlandic Broadcasting Corporation.
- Greenland Television
- STTK